# NC 다이노스의 개막전 선발투수 목록
NC 다이노스는 창원시를 연고로 하는 KBO 리그의 야구단이다. 2011년에 창단하여 2012년에 2군 리그를, 2013년에 KBO 리그에 참가하였다. KBO 리그 창단 후 2년동안은 리그에 총 9개구단이 참여하여 돌아가며 1개구단은 경기를 진행하지 않았다. 신생팀인 NC 다이노스는 리그 공식 개막일에는 휴식을 하였고 그 후 주중 3연전에 팀 개막전을 가졌다. 이후 10개 구단이 참가하는 2015년 KBO 리그부터 리그 공식 개막전에 참여하였다.
2020시즌까지 총 8명의 투수가 등판하였으며 이재학이 유일한 국내투수였고 나머지 7명은 외국이 선수였다. 두번 연속 등판한 선수는 없다. 제프 맨쉽이 NC 다이노스 소속 최초로 개막전에 승리투수를 달성하였다.
2019년 KBO 리그부터 홈구장을 창원NC파크로 이전함에 따라 2018년에 마산종합운동장 야구장에서 마지막 홈 개막전을 가졌으며 왕웨이중이 승리투수를 달성하였다. 이는 타이완 출신 선수의 KBO 리그 첫 승리이다.

## 설명

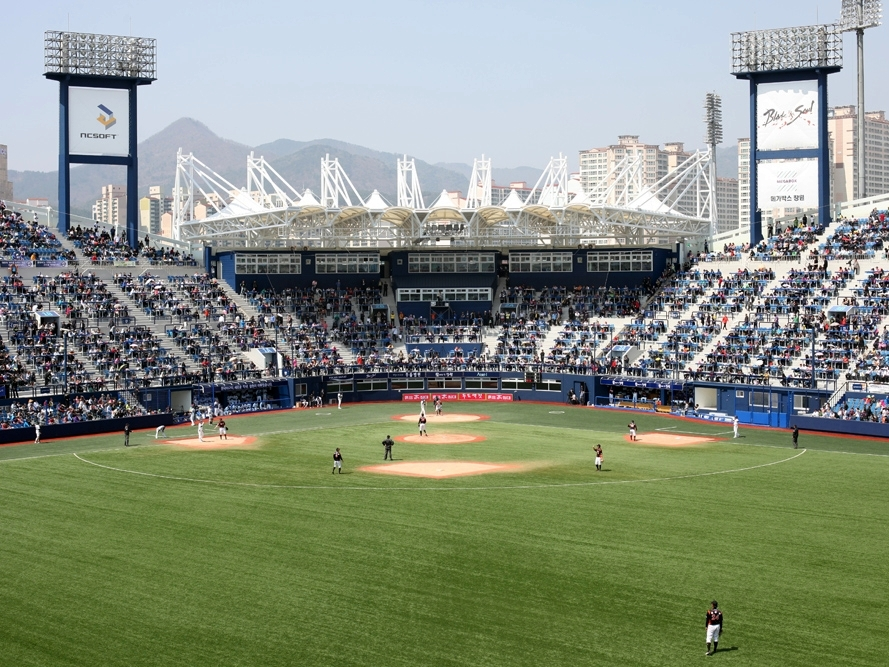
마산종합운동장 야구장의 경우 2018년까지 홈구장으로 사용하였으며 4번의 개막전을 가졌다.

| 시즌         | NC 다이노스의 시즌                                   |
| 선발투수 (#) | 괄호 안의 수는 해당 선수의 개막전 선발투수 등판 횟수 |
| W            | 승리                                                 |
| L            | 패배                                                 |
| ND (W)       | 무판정경기(히어로즈 승리)                            |
| ND (L)       | 무판정경기(히어로즈 패배)                            |
| 최종점수     | NC 다이노스의 득점 점수가 먼저 표시됩니다            |
| 경기장       | 홈 경기장의 경우 이텔릭체 표기                       |
| *            | 해당년도에 포스트시즌 진출                           |
| **           | 해당년도에 준우승(한국시리즈 진출)                   |
| †            | 해당년도에 우승                                      |

## 선발투수 목록
| 시즌   | 선발투수      | 결과   | 최종점수 | 상대팀        | 경기장                  | 주석     |
| ------ | ------------- | ------ | -------- | ------------- | ----------------------- | -------- |
| 2013   | 애덤 윌크     | ND (L) | 0-4      | 롯데 자이언츠 | 마산종합운동장 야구장   | 주 1     |
| 2014*  | 이재학        | ND (L) | 0-1      | KIA 타이거즈  | 광주-기아 챔피언스 필드 | 주 1주 2 |
| 2015*  | 찰스 쉬렉     | ND (L) | 4-9      | 두산 베어스   | 서울종합운동장 야구장   | [ 4 ]    |
| 2016** | 에릭 해커     | ND (W) | 5-4      | KIA 타이거즈  | 마산종합운동장 야구장   | [ 5 ]    |
| 2017*  | 제프 맨쉽     | W      | 6-5      | 롯데 자이언츠 | 마산종합운동장 야구장   | [ 6 ]    |
| 2018   | 왕웨이중      | W      | 4-2      | LG 트윈스     | 마산종합운동장 야구장   | [ 7 ]    |
| 2019*  | 에디 버틀러   | W      | 7-0      | 삼성 라이온즈 | 창원NC파크              | [ 8 ]    |
| 2020   | 드류 루친스키 | W      | 4-0      | 삼성 라이온즈 | 삼성 라이온즈 볼파크    | [ 9 ]    |

## 주해
1.^  2013년과 2014년에는 9개구단이 참가하였고 돌아가며 한개구단은 경기를 진행하지 않았다. 신생팀인 NC 다이노스는 리그 공식 개막일에는 휴식을 하였고 그 후 주중 3연전에 팀 개막전을 가졌다.
1.^  광주-기아 챔피언스 필드 공식 첫 경기